# Contea di San Bernardino
La contea di San Bernardino (in inglese San Bernardino County), è una contea dello Stato della California, negli Stati Uniti. La popolazione al censimento del 2014 era di 2 112 619 abitanti. Il capoluogo di contea è San Bernardino.
Parte della contea, insieme alla vicina contea di Riverside, rientra nell'Inland Empire.

## Geografia fisica
La contea si trova nel sud est della California, al confine con Arizona e Nevada. L'U.S. Census Bureau certifica che l'estensione della contea è di 52.073 km², di cui 51.936 km² composti da terra e i rimanenti 137 km² composti di acqua. Con la sua area complessiva di 52.073 km² (superiore a quella di nove stati, potrebbe contenere tredici volte il Rhode Island), oltre a essere la contea più grande della California, è la contea più estesa degli Stati Uniti contigui.
La contea si colloca tra la Greater Los Angeles Area a ovest e il fiume Coloradoa est. Il territorio è prevalentemente desertico (Mojave) e montuoso, per questo gran parte della popolazione vive nella valle di San Bernardino, a sud delle San Bernardino Mountains, nel sud-ovest della contea. Parte del parco nazionale della Death Valley e del parco nazionale del Joshua Tree si trovano nella contea.

### Contee confinanti
- Contea di Inyo - nord
- Contea di Clark (Nevada) - nord-est
- Contea di Mohave (Arizona) - est
- Contea di La Paz (Arizona) - sud-est
- Contea di Riverside - sud
- Contea di Orange - sud-ovest
- Contea di Los Angeles - ovest
- Contea di Kern - ovest

## Storia
La contea di San Bernardino venne costituita il nel 1853. San Bernardo è il santo protettore dei passi di montagna. Gli spagnoli diedero il nome San Bernardino alle montagne innevate nel sud della California in onore del santo.  

## Comuni[6]

### Cities
| - Adelanto - Barstow - Big Bear Lake - Chino - Chino Hills - Colton - Fontana | - Grand Terrace - Hesperia - Highland - Loma Linda - Montclair - Needles - Ontario | - Rancho Cucamonga - Redlands - Rialto - San Bernardino - Twentynine Palms - Upland - Victorville - Yucaipa |

### Towns
- Apple Valley
- Yucca Valley

### Census-designated places
| - Baker - Big Bear City - Big River - Bloomington - Bluewater - Crestline - Fort Irwin | - Homestead Valley - Joshua Tree - Lake Arrowhead - Lenwood - Lucerne Valley - Lytle Creek - Mentone | - Morongo Valley - Mountain View AcresMuscoy - Oak Glen - Oak Hills - Phelan - Piñon Hills | - Running Springs - San Antonio Heights - Searles Valley - Silver Lakes - Spring Valley Lake - Wrightwood - Yermo |

## Infrastrutture e trasporti

### Principali strade ed autostrade

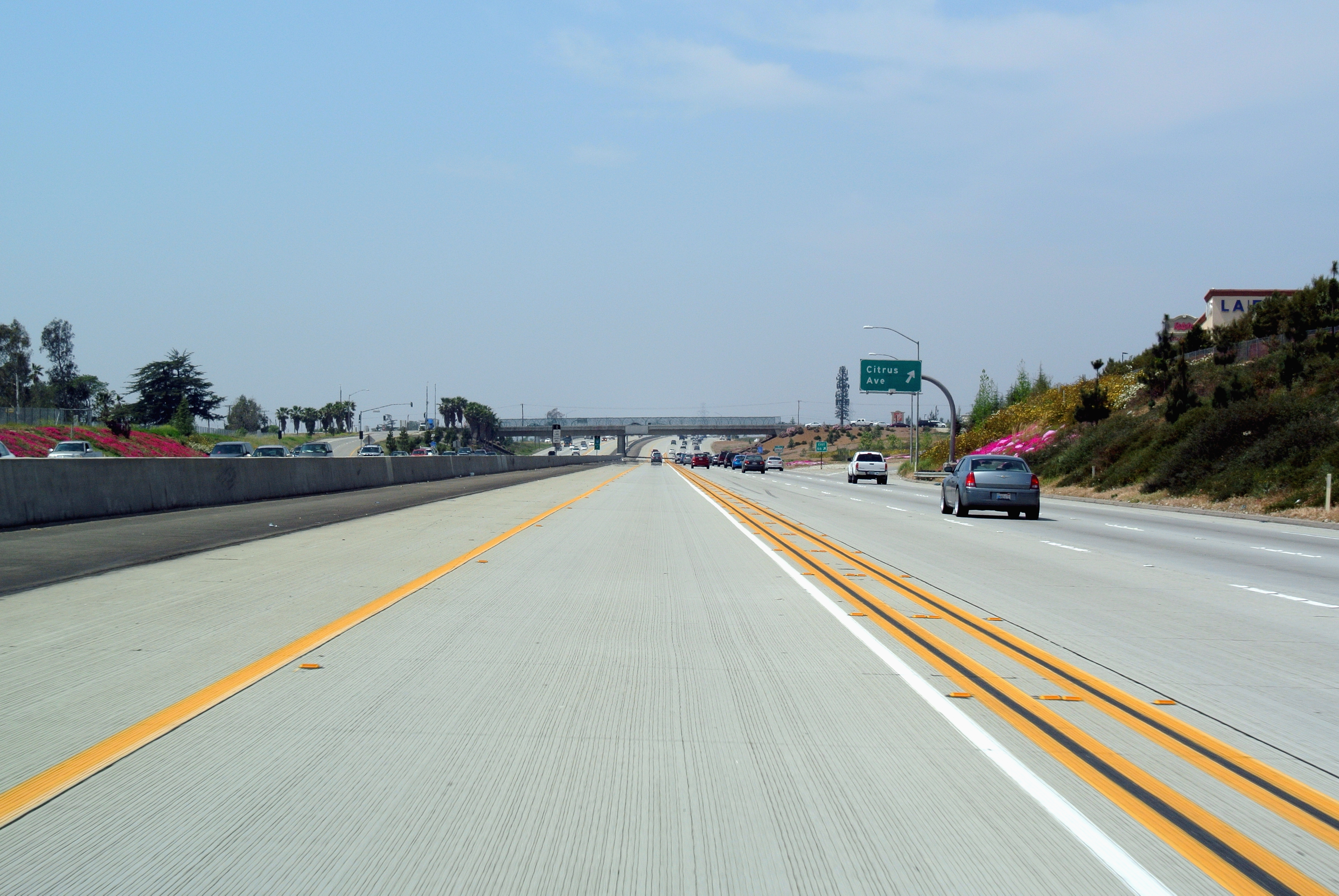
California State Route 210

| - Interstate 10 - Interstate 15 - Interstate 40 - Interstate 210 - Interstate 215 | - U.S. Route 95 - U.S. Route 395 - California State Route 38 - California State Route 127 - California State Route 138 - California State Route 210 |